# Rzeka Pasłęka
Rzeka Pasłęka este o arie protejată (sit de importanță comunitară — SCI) din Polonia întinsă pe o suprafață de 8.418,46 ha, integral pe uscat.

## Localizare
Centrul sitului Rzeka Pasłęka este situat la coordonatele 53°58′55″N 20°09′59″E / 53.982°N 20.1663°E.

## Înființare
Situl Rzeka Pasłęka a fost declarat sit de importanță comunitară în aprilie 2004 pentru a proteja 18 specii de animale.

## Biodiversitate
Situată în ecoregiunea continentală, aria protejată conține 11 habitate naturale: Păduri mixte riverane de Quercus robur, Ulmus laevis și Ulmus minor, Fraxinus excelsior sau Fraxinus angustifolia, de-a lungul marilor râuri (Ulmenion minoris), Lacuri eutrofice naturale cu vegetație de tip Magnopotamion sau Hydrocharition, Lacuri și iazuri distrofice naturale, Cursuri de apă de la nivel de câmpie la nivel montan, cu vegetație Ranunculion fluitantis și Callitricho-Batrachion, Pajiști cu Molinia pe soluri calcaroase, turboase sau argilos-nămoloase (Molinion caeruleae), Liziere de ierburi înalte hidrofile de câmpie și de nivel montan până la alpin, Turbării active, Mlaștini turboase de tranziție și turbării mișcătoare, Păduri de stejar și carpen Galio-Carpinetum, Mlaștini împădurite, Păduri aluvionare cu Alnus glutinosa și Fraxinus excelsior (Alno-Padion, Alnion incanae, Salicion albae).
La baza desemnării sitului se află mai multe specii protejate:
- amfibieni (2): buhai de baltă cu burta roșie (Bombina bombina), triton cu creastă (Triturus cristatus)
- mamifere (4): liliac cârn (Barbastella barbastellus), lupul (Canis lupus), castor (Castor fiber), vidră de râu (Lutra lutra)
- nevertebrate (5): libelule (Leucorrhinia pectoralis), fluturele purpuriu (Lycaena dispar), Ophiogomphus cecilia, Osmoderma eremita, Unio crassus
- pești (7): avat (Aspius aspius), zvârluga (Cobitis taenia), zglăvoacă (Cottus gobio), Lampetra fluviatilis, cicar (Lampetra planeri), țipar (Misgurnus fossilis), boarță (Rhodeus amarus)

Pe lângă speciile protejate, pe teritoriul sitului au mai fost identificate 2 specii de pești.